# Fata de miner (film)
Fata de miner (titlul original: în engleză Coal Miner's Daughter) este un film dramatic biografic american, realizat în 1980 de regizorul Michael Apted. Urmărește povestea cântăreței de muzică country Loretta Lynn de la începutul adolescenței într-o familie săracă și s-a căsătorit la 15 ani, devenind una dintre cele mai influente muziciene country. Bazat pe biografia omonimă a lui Lynn din 1976, scrisă de George Vecsey, filmul o are în rolul principal pe Sissy Spacek în rolul lui Lynn. Tommy Lee Jones, Beverly D'Angelo și William Sanderson apar în roluri secundare. Ernest Tubb, Roy Acuff și Minnie Pearl fac apariții cameo ca ei înșiși.

## Rezumat
Loretta și-a petrecut copilăria ca Loretta Webb cu mai multe surori și frați într-o mică comunitate minieră din Kentucky. La vârsta de treisprezece ani, l-a cunoscut pe Doolittle Mooney Lynn, repatriat după război. Îndrăznețul este îndrăgostitul tuturor fetelor tinere, dar el îi face ochi dulci Lorettei. Doolittle îi cere tatălui Lorettei fata în căsătorie, care îl face să-i promită că va avea grijă de ea și nu îi va face rău.
Dar la scurt timp după căsătoria lor, Doolittle își bate soția neexperimentată și o aruncă afară din casa lui. Cu toate acestea, Loretta se întoarce la el și cei doi părăsesc Kentucky și merg în vest pentru a-și încerca norocul. În curând au o fermă, o căsuță dar și patru copii. Doolittle, căruia îi place cântecele Lorettei, îi face cadou o chitară la aniversarea nunții. Mai târziu o convinge să cânte la o cârciumă din sat. Încurajat de succesul ei, soțul ei vede o nouă șansă de viață. El înregistrează un disc cu Loretta, face fotografii publicitare și îi trimite înregistrarea la posturile de radio. Când văd că nu există nici o reacție, cei doi își lasă copiii cu mama Lorettei și bat personal la ușile posturilor de radio. Acest lucru le permite să debuteze în primele clasamente și să facă saltul în Mecca muzicii country din Nashville.
Aici Loretta se împrietenește cu Patsy Cline, cea mai mare vedetă country la acea vreme. Ea devine cea mai bună prietenă a ei și cele două pleacă împreună în turneu. Doolittle, care se vedea managerul Lorettei la începutul carierei Lorettei, este înlocuit de oameni mai profesioniști din industria muzicii. Simțindu-se frustat, nu poate face față noii situații, începe să bea, are aventuri cu fete tinere și o bate pe Loretta. Cu toate acestea, amândoi continuă să fie împreună. Doolittle decide să se întoarcă la munca sa ca mecanic și să aibă grijă de copii.
Când Patsy Cline are un accident fatal de avion, Loretta își pierde singura prietenă. Loretta, care suferă de dureri de cap severe și ia pastile, începe în cele din urmă să uite versurile melodiilor sale până când se prăbușește la un concert în fața a 10.000 de oameni. Ea întrerupe turneul și se întoarce în Kentucky. Cu puterile refăcute, ea revine cu succes pe scenă.

## Distribuție
- Sissy Spacek – Loretta Lynn
- Tommy Lee Jones – Doolittle Lynn
- Beverly D'Angelo – Patsy Cline
- Levon Helm – Ted Webb
- William Sanderson – Lee Dollarhide
- Phyllis Boyens – Clara Ramey Webb, mama Lorettei
- Bob Hannah – Charlie Dick
- Grant Turner – prezentator la Grand Ole Opry (nemenționat)
- Ernest Tubb – el însuși
- Roy Acuff – el însuși
- Minnie Pearl – ea însăși
- Bob Elkins – Bobby Day
- Jennifer Beasley – Patsy Lynn
- Jessica Beasley – Peggy Lynn

## Melodii din film
- Walking The Floor Over You compusă și interpretată de Ernest Tubb (Courtesy of MCA Records, Inc.)
- Blue Moon of Kentucky compusă de Bill Monroe, interpretată de Levon Helm (Courtesy of MCA Records, Inc.)
- It Wasn't God Who Made Honky Tonk Angels compusă de J.D. Miller, interpretată de Kitty Wells (Courtesy of MCA Records, Inc.)
- Satisfied Mind compusă de Jack Rhodes și Joe „Red” Hayes, interpretată de Red Foley (Courtesy of MCA Records, Inc.)
- The Titanic compusă de Mother Maybelle Carter, Sara Carter and A.P. Carter, interpretată de Sissy Spacek
- There He Goes compusă de Durwood Haddock, Eddie Miller and W.S. Stevenson, interpretată de Sissy Spacek
- I'm a Honky Tonk Girl compusă de Loretta Lynn, interpretată de Sissy Spacek
- Walking After Midnight compusă de Alan Block și Don Hecht, interpretată de Sissy Spacek
- Crazy compusă de Willie Nelson, interpretată de Beverly D'Angelo
- I Fall to Pieces compusă de Hank Cochran & Harlan Howard, interpretată de Sissy Spacek
- Sweet Dreams compusă de Don Gibson, interpretată de Beverly D'Angelo
- Back in Baby's Arms compusă de Bob Montgomery, interpretată de Beverly D'Angelo
- One's on the Way compusă de Shel Silverstein, interpretată de Sissy Spacek
- You Ain't Woman Enough (To Take My Man) compusă de Loretta Lynn, interpretată de Sissy Spacek
- You're Lookin' at Country compusă de Loretta Lynn, interpretată de Sissy Spacek
- Coal Miner's Daughter compusă de Loretta Lynn, interpretată de Sissy Spacek
- Amazing Grace (nemenționată) compusă de John Newton, [interpretată la funeraliile lui Ted Webb]

## Premii și nominalizări
- 1981 – Premiile Oscar
  - Cea mai bună actriță lui Sissy Spacek
  - Nominalizare Cel mai bun film
  - Nominalizare Cel mai bun scenariu original lui Thomas Rickman
  - Nominalizare Cea mai bună imagine lui Ralf D. Bode
  - Nominalizare Cele mai bune decoruri lui John W. Corso și John M. Dwyer
  - Nominalizare Cel mai bun montaj lui Arthur Schmidt
  - Nominalizare Cea mai bună coloană sonoră, Roger Heman Jr. și James R. Alexander
- 1981 – Premiile Globul de Aur
  - Cel mai bun film - Muzical sau Comedie
  - Cea mai bună actriță - Muzical sau Comedie lui Sissy Spacek
  - Nominalizare Cel mai bun actor - Muzical sau Comedie lui Tommy Lee Jones
  - Nominalizare Cea mai bună actriță în rol secundar lui Beverly D'Angelo
- 1982 – Premiile BAFTA
  - Nominalizare Cea mai bună actriță în rol principal lui Sissy Spacek
  - Nominalizare Cel mai bun sunet lui Richard Portman, Gordon Ecker, Roger Heman Jr. și James R. Alexander
- 1980 – National Board of Review Award
  - Cea mai bună actriță lui Sissy Spacek
- 1981 – Kansas City Film Critics Circle Award
  - Cea mai bună actriță lui Sissy Spacek
- 1980 – Los Angeles Film Critics Association Award
  - Cea mai bună actriță lui Sissy Spacek
- 1980 – New York Film Critics Circle Award
  - Cea mai bună actriță lui Sissy Spacek

În 2019 filmul a fost ales pentru conservare în National Film Registry la Biblioteca Congresului Statelor Unite ale Americii

## Aprecieri
„ Biografie a Lorettei Lynn, descriere dulce-amăruie, fermecătoare în simplitate, a carierei acestei tinere femei care a devenit legendă. ”—T. Caranfil , Dicționar universal de filme 

## Lansare
Filmul Fata de miner a avut premiera în Statele Unite pe data de 7 martie 1980.